# ورزشگاه گرمیو
ورزشگاه گرمیو (به پرتغالی: Arena do Grêmio) ورزشگاهی در شهر پورتو آلگری در کشور برزیل است.
از سال ۲۰۱۳ تا اکنون بازی‌های خانگی باشگاه فوتبال گرمیو در این ورزشگاه برگزار می‌شود. همچنین این ورزشگاه یکی از میزبان‌های کوپا آمریکا ۲۰۱۹ است.